# Diccionario geográfico-estadístico-histórico de España y sus posesiones de Ultramar
Le Diccionario geográfico-estadístico-histórico de España y sus posesiones de Ultramar (littéralement « Dictionnaire géographico-statistico-historique de l'Espagne et de ses possessions d'Outre-mer » ou connu plus simplement sous le titre de « Dictionnaire géographique de l'Espagne »), est une œuvre monumentale publiée par Pascual Madoz entre 1845 et 1850. Composée de 16 volumes, elle analyse toutes les communes d'Espagne. Elle constitue à cette époque une importante amélioration, par rapport au Diccionario geográfico y estadístico de España y Portugal, qui avait été publié en 1829 par Sebastián Miñano (es).

## Création

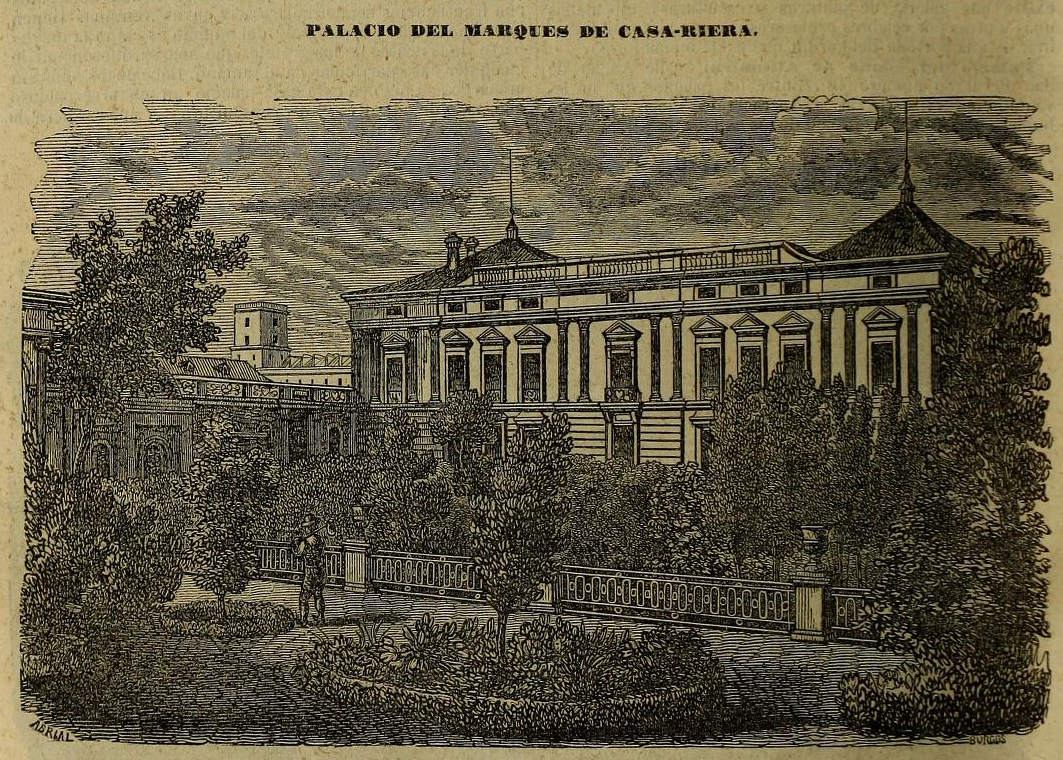
Gravure de Manuel Lázaro Burgos du Palais du Marquis de Casa Riera publiée dans le tome X (1850).

Également connu en espagnol comme « el Madoz », c'est une œuvre à laquelle, selon l'auteur lui-même, ont été consacrés 15 ans, 11 mois et 7 jours de travaux littéraires. Dans cette tâche, il a été aidé par plus d'un millier de collaborateurs et vingt correspondants : « Je ne suis pas l'auteur du Dictionnaire géographique, statistique et historique : cette gloire revient à tous les collaborateurs distingués que j'ai eus dans toutes les provinces et aux bons amis qui ont travaillé dans les bureaux de ma rédaction, dont les noms des uns et des autres figureront avec ceux des correspondants à Cuba, Puerto Rico et Philippines à l'endroit opportun ; il revient à tous les gouvernements qui se sont succédé de 1836 à aujourd'hui, parce que tous, sans distinction de couleur politique, ont soutenu mes efforts de façon noble et loyale. »
Il contient de nombreuses gravures pour illustrer les différents lieux mentionnés, comme celle du Palais du Marquis de Casa Riera (es) de Manuel Lázaro Burgos.

## Impact
Cette œuvre est toujours consultée à l'heure actuelle par les historiens, chercheurs et archéologues, car elle contient de nombreuses informations intéressantes sur les ruines, les restes et les éventuels gisements archéologiques avec leur description d'époque correspondante.

## Indice des tomes
| Tome      | Communes                          |
| --------- | --------------------------------- |
| Tome I    | Aba - Alicante                    |
| Tome II   | Alicanti - Arzuela                |
| Tome III  | Arra - Barcelona                  |
| Tome IV   | Barcella - Buzoca                 |
| Tome V    | Caabeiro - Carrusco               |
| Tome VI   | Ca Sebastiá - Córdoba             |
| Tome VII  | Cordobelas - Ezterripa            |
| Tome VIII | Faba - Guadalajara                |
| Tome IX   | Guadalaviar - Juzvado             |
| Tome X    | La Alcoba - Madrid                |
| Tome XI   | Madrid de Caderechas - Muztiliano |
| Tome XII  | Nabaja - Pezuela de las Torres    |
| Tome XIII | Phornacis - Sazuns                |
| Tome XIV  | Scalae Anibalis - Toledo          |
| Tome XV   | Toledo - Vettonia                 |
| Tome XVI  | Via - Zuzones                     |